# Skoryy-Klasse
Das Projekt 30bis, nach dem Typschiff auch als Skoryy-Klasse bezeichnet, war eine Klasse von 70 Zerstörern der sowjetischen Marine. Sie wurde unmittelbar nach dem Zweiten Weltkrieg entwickelt, entsprach aber schon in dieser Phase nicht mehr den Anforderungen zeitgemäßer Seekriegsführung, sondern wurde in erster Linie wegen der Möglichkeit ausgewählt, sie schnell produzieren zu können.

## Geschichte
Projekt 30bis basierte auf dem Projekt 30 (Ognevoj-Klasse), die im Zweiten Weltkrieg von der sowjetischen Marine eingesetzt worden war. Reichweite und Hochseetauglichkeit wurden verbessert, indem der Rumpf verlängert und die Menge an mitgeführtem Treibstoff vergrößert wurde. Rumpfeinbauten, wie Kessel und Turbinen, wurden jedoch vom Vorgängermodell übernommen, ebenso die Bewaffnung.

## Technik

### Antrieb
Die Schiffe des Projekt 30bis besaßen drei schwerölbeheizte Dampfkessel für zwei Turbinen, die über Wellen zwei Propeller antrieben.

### Bewaffnung
Die Hauptbewaffnung der Schiffe bildeten zwei B-2LM-Geschütztürme, in denen je zwei koaxial montierte 130-mm-L/50-Geschütze eingebaut waren. Die Türme standen auf der Längsachse der Schiffe, einer auf der Back und der andere auf dem Achterschiff. Diese Waffen waren 1936 entwickelt worden, hatten eine maximale Reichweite von rund 25 Kilometern, besaßen aber mit zwölf Schuss pro Minute je Zwillingslafette nur eine niedrige Kadenz.
Die Flugabwehr stützte sich für größere Entfernungen auf eine Zwillingslafette von Typ 92-K, die zwei 85-mm-L/52-Geschütze trug. Die Geschütze waren eine Entwicklung aus dem Jahr 1939 und entsprachen der Waffe, die auch im Kampfpanzer T-34/85 benutzt wurde. Es konnten Ziele in Flughöhen von bis zu 10.000 Metern beschossen werden.
Für die Flugabwehr im Nahbereich war zunächst aus sieben 70-K-Einzellafetten mit je einer 37-mm-L/67-Maschinenkanone zusammengesetzt, die pro Geschütz eine Kadenz von rund 150 Schuss pro Minute erreichten.
Die Waffe war eine Entwicklung aus dem Jahr 1936, wurde aber später auf vielen Schiffen des Projekts durch 37-mm-Zwillingslafetten V-11 ersetzt, von denen vier Stück auf jedem Schiff aufgestellt wurden.
Als Torpedobewaffnung waren zwei fünfrohrige Torpedorohrsätze mittschiffs, je einer vor und einer hinter dem achtern Schornstein, aufgestellt. Jeder Rohrsatz stand dabei auf der Längsachse der Schiffe und konnte nach Back- oder Steuerbord geschwenkt werden.

## Varianten

### Projekt 31
Acht Schiffe des Projekts 30bis wurden 1960–62 als Träger für elektronische Aufklärungsausrüstung umgebaut und erhielten die Bezeichnung Projekt 31. Die Verdrängung erhöhte sich auf 3.250 Tonnen bei voller Beladung, die 85-mm-Flugabwehr, der vordere Torpedosatz und das optische Feuerleitgerät auf dem Brückenaufbau wurden entfernt, die Besatzungsstärke erreichte hier 288 Mann.

## Schiffe des Projekts 30bis
Es wurden insgesamt 70 Zerstörer des Projekts 30bis gebaut. Davon wurden 15 an befreundete Staaten abgegeben oder für mehrere Jahre vermietet: Acht gingen an Indonesien, fünf gingen an Ägypten und zwei an Polen. Alle Schiffe des Projekts wurden mittlerweile außer Dienst gestellt.

## Belege und Verweise